# Тогыз (кратер)
Тогыз (каз. Тоғыз) — ударный кратер в Казахстане.
Находится южнее структуры Жаманшин и возник, по-видимому одновременно с ним и с Челкар-Аральской структурой. В кратере Тогыз, превышающим по размерам Жаманшин, в шлифах образцов, отобранных в развалах кварцевых жил, установлены планарные структуры, являющиеся наилучшим петрографическим критерием удара. Оба кратера возникли, вероятнее всего, в результате ударов кометезималей, представлявших собой астероидные ядра кометы.